# 嬉普士
嬉普士（英文：hipster或hepcat）是一个20世纪40年代的词语（注意不要与当代语境的“嬉普士”混淆），指40年代早期流行的爵士乐，特别是比波普爵士乐的狂热爱好者。嬉普士接受爵士音乐家的生活方式，例如穿着、俚语、使用大麻和其他毒品、不拘的态度、讽刺幽默、自愿的贫穷和宽松的性准则。

## 历史
hep和hip的词源不详，对此有多种理论解释。在爵士乐的早期，爵士音乐家使用hep这个变体来形容一个人对一种新兴文化“懂行（in the know）”，多数用来形容从事爵士乐的黑人。他们和他们的追随者被称为爵士迷（hepcats）。直到30年代晚期，随着摇摆乐的诞生，hip这个词在爵士音乐家中开始流行，取代了hep。
单簧管手Artie Shaw形容歌手宾·克罗斯比是“第一个出生在美国的hip白人”。
1939年，凯伯·凯洛威在他的书《Hepster's Dictionary》的题目中使用了hepster这个词，这本书把hep cat定义为“知晓一切答案，懂得摇摆乐的家伙”。1944年，钢琴手哈里·吉布森（Harry Gibson）在他的术语集“为不懂摇摆乐术语的人而作（For Characters Who Don't Dig Jive Talk）”中把这个词改成嬉普士（hipster），这本术语集在1944年与专辑《Boogie Woogie In Blue》一起出版，专辑收录以自己名字命名的热门歌曲“Handsome Harry the Hipster”。嬉普士（hipster）的词条定义他们为“喜欢迪克西兰爵士乐（英文：Dixieland或hot jazz）的人”。
摇摆乐在40年代晚期已经略显过时，而且有更多的“squares（形容拘谨的人）”音乐家加入，例如Lawrence Welk，Guy Lombardo和Robert Coates，因此嬉普士更喜爱比波普爵士乐和迪克西兰爵士乐。在40年代，白人青年开始为寻求非裔美国人的音乐和舞蹈，而频繁造访他们的社交圈子。这第一批青年因为他们对种族差异的新看法和探索性的性和吸毒习惯，而偏离了主流。他们通常选择服用大麻，很多嬉普士的俚语指的都是大麻。

在弗兰克·蒂罗（Frank Tirro）的《爵士音乐史》（Jazz: A History）中， 他如此定义40年代的嬉普士：
对嬉普士来说，查理·帕克（bird）是他们的人生哲学的活生生的例子。嬉普士是活在地下的人。他在二战时期中就相当于一战时期的达达主义者。他是超道德的、无政府主义的、温文尔雅的，且过度文明而至于颓废的。他因为自己的智慧而总是超前于同时代，例如他会见到一个女孩子然后拒绝她，因为他知道他们会约会、牵手、搂着脖子亲吻、爱抚、做爱，可能还会结婚、离婚——所以何必着手去做这一套呢？他知道官僚主义的虚伪，他知道宗教潜藏下的敌意——那么他还能追随什么价值呢？能做的只有经历生活，远离苦痛，抑制自己的情绪，而在那之后，“酷起来”，去寻欢作乐。他找寻一些能够超脱于各种烦心事的东西，而他在爵士乐中找到了。
Martin Jezer在他1999年出版的《黑暗年代：1945至1960年的美国生活》（The Dark Ages: Life in the United States 1945–1960）中，提供了另一种定义：
凯鲁亚克和金斯堡游离其中的，那个40年代中期至50年代早期的嬉普士世界，是一场没有定型的运动：没有意识形态，形象多于态度，一种不去解释为什么的“存在”方式。嬉普士自身并不提供解释，他们的独特语言尽管有限，但足够隐晦，以至于难以翻译成日常语言。他们如此彻底拒绝庸常，以至于他们几乎无法了解现实生活。他们不信任大众语言，退缩到自我世界。“cool（酷）”这样的词可以用来形容任何一种反抗性的东西——这个词的定义不是来源于这个词的意思，而是来源于这个词背后的情感，还有相伴随的非语言的、面部表情或肢体表达。当嬉普士拼凑出一句连贯的句子时，通常在句子前部加上“like（好像）”，似乎在事先声明接下来说的句子可能是假象。没有未来，也没有过去，只有存在于言语的翅膀下的现在。查理·帕克（Charlie Parker）的迪克西兰独奏——这就是真相。
嬉普士对世界的看法不是二分为“自由世界”和“共产集团”的，而这也与当时的正统看法相悖。嬉普士的二元论超越了地理政治学的界限，而是偏爱根据意识水平来区分。他们把世界二分为“hip（嬉普士，潮流的）”和“square（拘谨、庸常的）”。Square追求安全感，自我欺骗来保持政治上和别人一致。而嬉普士懂得震撼的新事物，寻求生命的意义，而且期待死亡，在当下就需求死亡。在出神、疯狂、令人昏眩的嬉普士世界中，罗斯福、丘吉尔、斯大林、杜鲁门、麦卡锡和艾森豪威尔都有共同点：他们都是死板、庸常的（square）……嬉普士意味着波希米亚人、不听话的少年、黑人聚集在一起。
在Lennie Tristano看来，嬉普士与迪克西兰爵士乐的联系是消极的：“傲慢的态度，缺少原创性的嬉普士对迪克西兰的存在是威胁性的”。

## 角色逆转

### 种族角色
关于种族角色的观念的逆转被当时很多受欢迎的嬉普士作家转述过。诺曼·梅勒名为《白色黑人》（The White Negro）的小册子是嬉普士意识形态的典型例子。梅勒把嬉普士描绘为“有中产阶级背景的人，试图抛下他们的白人特征，去接受他们认为是不拘一格的、自发性的、酷的，黑人嬉普士的生活方式：他们讲话的方式，对温和麻醉药的使用，对爵士乐和蓝调音乐的喜爱，对美好的性高潮的关注”特征的个体。与梅勒对嬉普士的讨论相同的是，美国冷战对非裔美国人的文化和个性的使用，以实现公众外交的做法被成为“嬉普士外交”。

### 性别角色
一些学者，例如Eric Lott，把这种新的哲学观描绘成是基于“二十世纪对同性社交和同性恋的想象的重燃”。
一种复杂的性关系在男人之间出现——在一种比较自觉性的、文学性的潮流中，他们有时把他们的关系比作魏尔伦和兰波的关系。与魏尔伦相似，他们赞同“系统性的感官错乱”——通过麻醉物、冥想和其他方式的剧烈经历（"kicks（寻欢作乐）"），以此来达到更广袤的意识阶段。

## 延伸阅读
- A Portrait of the Hipster" by Anatole Broyard, a critical dissection of the hipster phenomenon from 1948.
- The White Negro" by Norman Mailer from 1957.